# 栃木県立今市高等学校
栃木県立今市高等学校（とちぎけんりつ いまいちこうとうがっこう）は、栃木県日光市千本木に所在する公立の高等学校。通称は「今高」（いまたか）。

## 設置学科
- 総合学科
  - 人文・社会科目群
  - 情報・商経科目群
  - 生活デザイン科目群
  - 芸術・文化科目群
  - 自然科学科目群

## 特色
1997年から栃木県内で旧氏家高等学校（現さくら清修高等学校）に次いで二番目に総合学科を導入した。
- ホッケー部が全国有数の強豪である。特に、女子フィールドホッケー部から数多くのオリンピック選手を輩出している。
  - 男子 -全国タイトル計9回（インターハイ4回・国体2回・全国高校選抜2回・高校チャンピオンズカップ1回）
  - 女子 -全国タイトル計5回（インターハイ1回・国体1回・全国高校選抜3回）

- サッカー部は、1979/81/83年に全国高等学校サッカー選手権大会へ出場している。文化部は、吹奏楽部が1999年に第47回全日本吹奏楽コンクールへ出場している。

## 沿革
- 1925年 - 創立。
- 1948年 - 栃木県立今市高等学校と改称し、栃木県立今市中学校併設中学校を置く。
- 1949年 - 栃木県立今市女子高等学校を統合。定時制課程を設置する。
- 1951年 - 商業科を設置する。
- 1997年 - 学科転換により総合学科となる。

## 部活動
| 運動部 - 野 球 - サッカー - 卓 球 - バレーボール - バスケットボール - ソフトテニス - フィールドホッケー - 陸上競技 - 柔 道（休部中） - 剣 道 - 弓 道 - バドミントン | 文化部 - 吹奏楽 - 弦 楽 - 美 術 - 書 道 - 茶 道 - 華 道 - 手 芸 - ギター - 福 祉 - 国際交流 - 競技かるた部 | 愛好会・その他 - 今高マンガ研究会 |

## 交通
- JR今市駅より0.3km 徒歩約5分
- 東武下今市駅より1.2km 徒歩約15分
- 東武・関東バス停（日光市今市地区の中心地）より0.7km 徒歩約10分

## 著名な出身者
- 船村徹 - 作曲家
- 丸山義行 - 元サッカー国際審判員、指導者
- 手塚聡 - 元サッカー選手（フジタ工業所属）、指導者
- 福田敏昭 - フィールドホッケー選手
- 塚越広大 - レーシングドライバー[1]
- 猪瀬征次郎 - 政治家（今市市長）[2]
- 涼風花[3] - 書道家